# Geografia Salwadoru

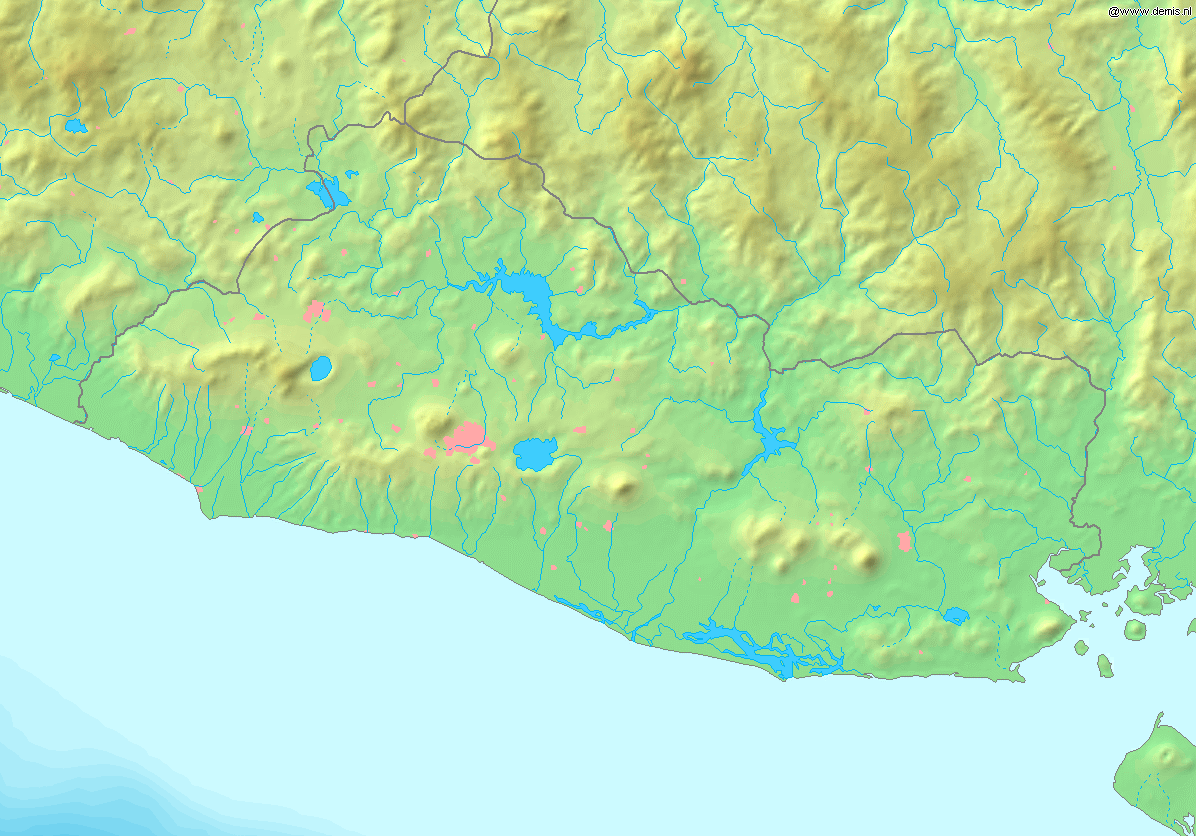
Mapa fizyczna Salwadoru

Salwador jest jednym z kilku państw leżących na kontynentalnym pasie Ameryki Środkowej i najmniejszym pod względem powierzchni w tym regonie. Kraj jest jedynym w Ameryce Środkowej który posiada wyłącznie dostęp do Oceanu Spokojnego, w przeciwieństwie do reszty państw w regonie które mają dostęp i do Oceanu Spokojnego, i do Morza Karaibskiego. Cechuje się tam klimat tropikalny z istotnymi porami suszy i deszczu wraz z rozmaitym krajobrazem.
Państwo leży na styku trzech płyt tektonicznych, w wyniku czego region jest wyjątkowo aktywny sejsmologicznie, jak i wulkanicznie.

## Powierzchnia i granice

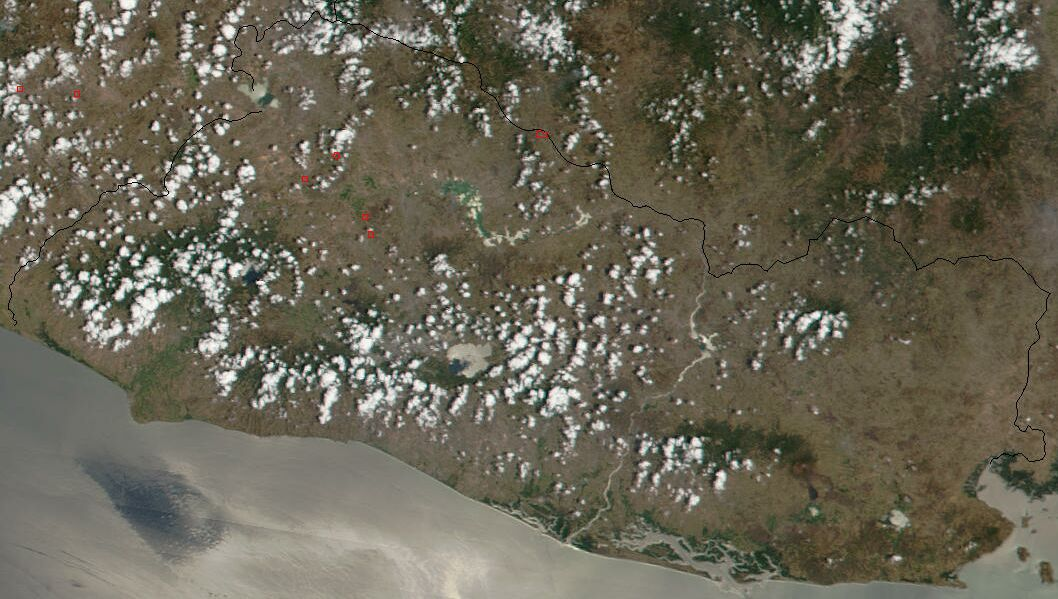
Zdjęcie satelitarne

Powierzchnia – 21 041 km², co odpowiada wielkości dużego polskiego województwa.
Skrajne punkty: północny 14°25'N, południowy 13°10'N, zachodni 90°08'W, 87°40'W. Salwador jest kształtem zbliżony do prostokąta o wymiarach 200 na 90 km.
Salwador graniczy z następującymi państwami:
- Gwatemala – 203 km
- Honduras – 342 km

Linia brzegowa – 307 km

## Ukształtowanie poziome
Linia brzegowa wybrzeża pacyficznego jest średnio rozwinięta. Poza zatoką Fonseca leżąca na wschodnim krańcu wybrzeża, która wcina się głęboko w ląd; wybrzeże urozmaica zatoka Jiquilisco, która leży w centralnej części wybrzeża. Cała zachodnia część linii brzegowej jest wyrównana. W obrębie zatoki Jiquilisco leży kilka niewielkich wysp. Wybrzeże w wielu miejscach jest bagienne i trudno dostępne. Większość wybrzeża Salwadoru, to wybrzeże lagunowe, miejscami skaliste.

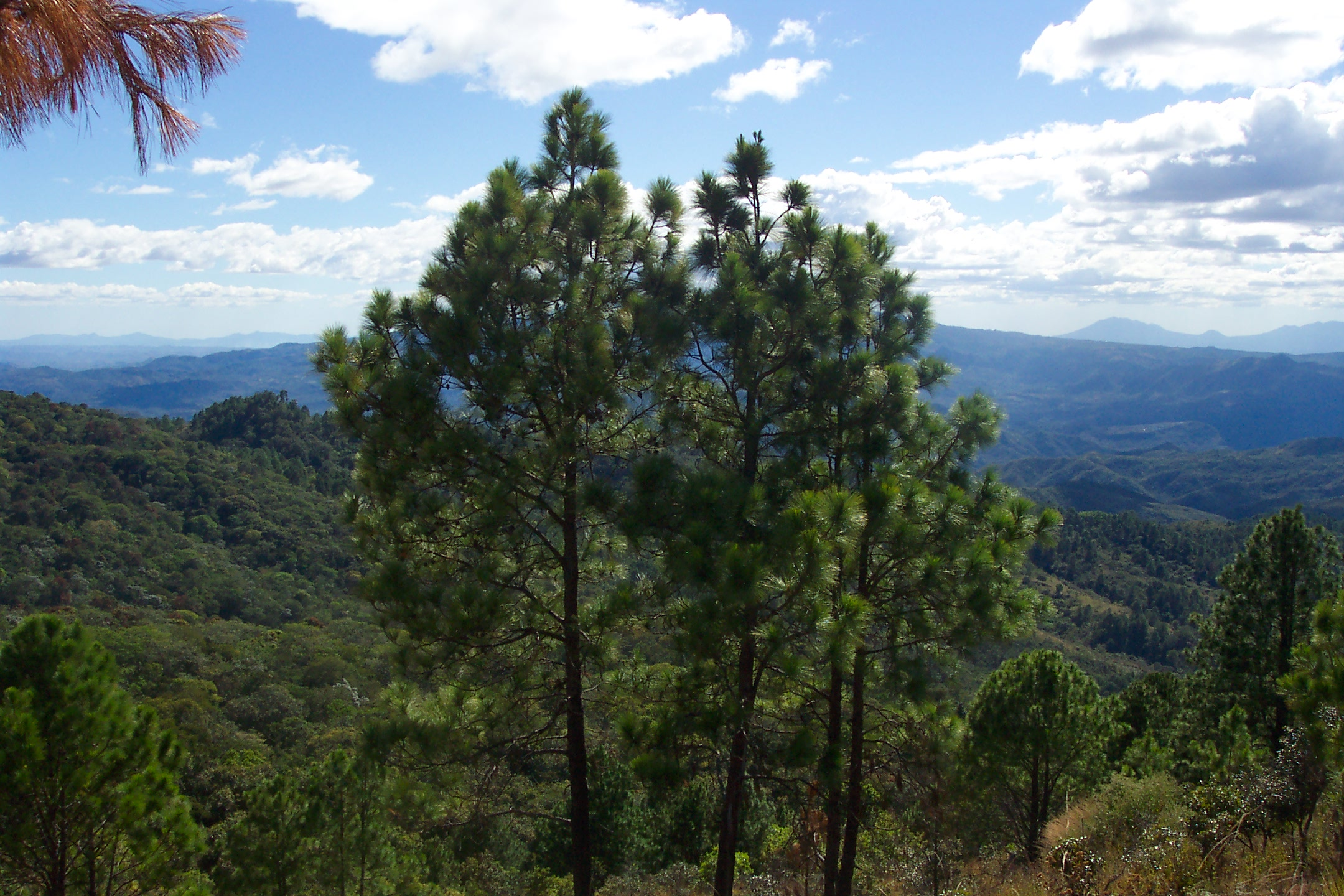
Lasy górskie w głębi kraju

## Budowa geologiczna
Obszar Salwadoru zbudowany jest ze skał wulkanicznych pochodzących z trzeciorzędu i z czwartorzędu. Występują także skały osadowe z czwartorzędu. Niewielki region Salwadoru, przy zbiegu granicy z Gwatemalą i Hondurasem, to obszar gdzie występują utwory pochodzące z kredy. Obszar Salwadoru jest aktywny wulkanicznie i wzdłuż pacyficznego wybrzeża wznoszą się czynne wulkany. Wszystkich wulkanów zarówno tych czynnych jak i wygasłych jest 61. W pasie nadbrzeżnym i w dolinach rzek występują wapienie organodetrytyczne. Salwador leży w rejonie Pacyficznego Pierścienia Ognia i jest to region aktywny sejsmicznie. W kraju eksploatowane są w niewielkich ilościach złoża złota, srebra i węgla.

## Rzeźba
Salwador jest górzystym krajem, przez który równolegle do siebie ciągną się pasma o przebiegu równoleżnikowym. Są nimi ciągnące się na północy Sierra Madre i ciągnące na południu, blisko wybrzeża Cadena Costera, czyli Góry Nadbrzeżne. Oba te pasma to góry wysokie, których szczyty mają podobne wysokości. Góry Salwadoru wchodzące w skład systemu Kordylierów, wznoszą się przeciętnie na nieco ponad 2000 m n.p.m. Sam Salwador należy do jednostki zwanej Kordylierami Ameryki Środkowej. Najwyższe  szczyty kraju są jednocześnie wulkanami. Santa Ana – najwyższy szczyt kraju ma 2385 m n.p.m., a drugi co do wysokości San Vicente ma 2173 m n.p.m. Nieco niższy San Miguel wznosi się na 2132 m n.p.m.). Do najbardziej aktywnych wulkanów świata należy salwadorski wulkan Izalco (1965 m n.p.m.), który w latach 40. i 50. przez kilkanaście lat nieustannie wyrzucał lawę i popioły wulkaniczne. Pomiędzy tymi dwoma pasmami gór leży rozległy płaskowyż o wysokościach od 400 do 700 m n.p.m. Niziny zajmują niewielki procent powierzchni kraju, ograniczają się do strefy wybrzeża, gdzie wzdłuż Gór Nadbrzeżnych ciągną się pasem do 20 km. Niziny występują też w dolinach rzek i przede wszystkim w dolnym biegu rzeki Lempa.

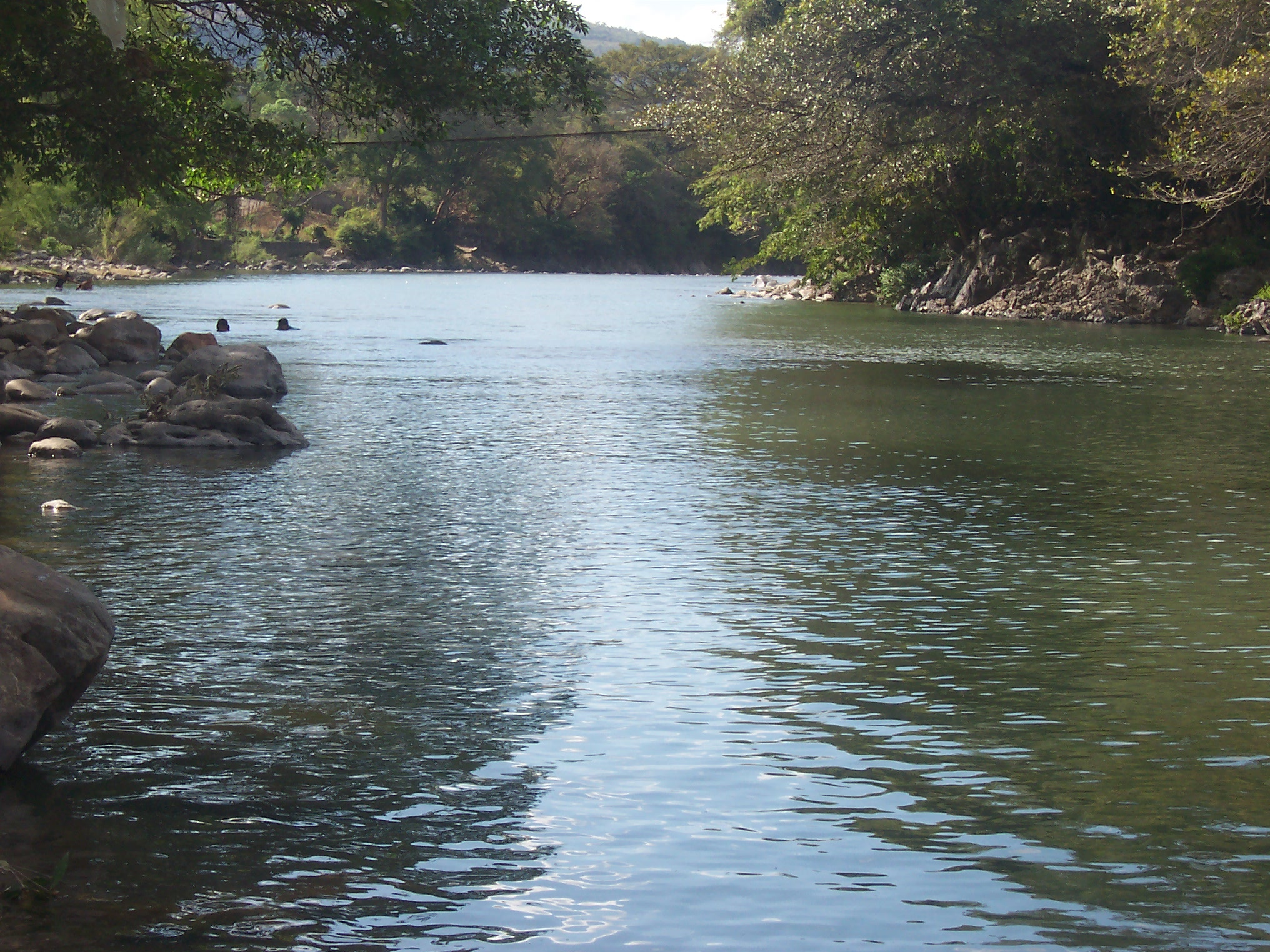
Rzeka Lempa

## Klimat
Salwador leży w strefie klimatu podrównikowego wilgotnego, gdzie na obszarze całego kraju występują dwie pory roku: deszczowa i sucha. Istotny wpływ na klimat nadbrzeżnej części Salwadoru mają prądy morskie.
Temperatury są wysokie, praktycznie przez cały rok, a w górach występuje piętrowość klimatyczna. Tereny nisko położone do wysokości 700 m n.p.m. to obszary gdzie występuje piętro gorące. W najcieplejszym okresie jakim jest lato wynoszą 25-27 °C, a w śródgórskich wyżynnych regionach kraju, to wartości rzędu 23-25 °C. Zimą na terenach nadbrzeżnych średnie wartości termiczne wynoszą 20-24 °C, zaś na wyżynach 18-20 °C. Inaczej jest w górach na wysokościach powyżej 1000 m n.p.m. występuje piętro umiarkowane. Średnie wartości termiczne w wyższych partiach gór wynoszą 12-15 °C, a zimą średnie wartości wynoszą poniżej 10 °C. Do częstych zjawisk w górach Salwadoru należą przymrozki, a nawet mrozy.
Opady jak na tak mały kraj jakim jest Salwador są zróżnicowane, czego przyczyną jest rzeźba terenu. Największe opady występują w górach, szczególnie na krańcach północnych, daleko od Pacyfiku. Opad roczny w tym regionie przekracza 2000 mm, osiągając 2500 mm, a czasem więcej. Na wybrzeżu opady są niższe, co wiąże się z działaniem zimnych prądów morskich jak obmywają wybrzeża Salwadoru w półroczu zimowym. Średnia roczna dla tego regionu wynosi około 1000 – 1500 mm. Niewielkie ilości opadów notuje się także na śródgórskich kotlinach, gdzie wartości roczne są niższe niż 1000 mm. Najmniej opadów otrzymuje dolina środkowej Lempy, gdzie średnie wartości wynoszą 600-700 mm. Pora deszczowa trwa od maja do października, a sucha od listopada do kwietnia. Pora sucha jest bardzo wyraźna w dolinach śródgórskich i na wybrzeżu. W górach na północy jest słabo zaznaczona. W górach Salwadoru występują zimą dni z opadami śniegu.

## Wody
Sieć rzeczna kraju jest dobrze rozwinięta, a wszystkie rzeki należą do zlewiska Oceanu Spokojnego. Rzeki są zasobne w wody i cechują się wysokim przyborem w czasie największych opadów jakie występują latem. Część rzek Salwadoru wypływa z terytorium Hondurasu i Gwatemali, jedną z takich rzek jest Lempa. Lempa jest największą rzeką kraju, a jej długość wynosi 260 km. Inne większe rzeki to: San Miguel, Sonsonate, Jiboa i Torola. Wszystkie te rzeki i wiele innych, to rzeki krótkie, które na znacznym swym odcinku mają górski charakter.
Na obszarze kraju liczne są jeziora, gdzie wszystkie są pochodzenia wulkanicznego. Największe z nich – Lago de Ilopango leży w centralnej części kraju i ma powierzchnię 72 km². Pozostałe jeziora to: Güija (45 km²) i jezioro kraterowe Coatepeque (24 km²). Istnieje duża liczba niewielkich jezior, które leżą w kraterach wygasłych i uśpionych wulkanów.

## Gleby
Salwador należ do środkowoamerykańskiej krainy glebowej. Stoki górskie pokryte są czerwonymi glebami feralitowymi, a w wyższych partiach gór występują łąkowe gleby górskie. W kotlinach górskich, na terenach wyżynnych, a także w dolinach rzek wykształciły się gleby z popiołów i law wulkanicznych. Gleby te są pochodzenia wulkanicznego, a co za tym idzie cechują się wysokim poziomem żyzności.

## Flora i fauna
Naturalna roślinność kraju jest w większości wyniszczona, a wiele terenów zajmują obszary rolnicze. Lasy zajmują jedynie 6% powierzchni kraju. Ekosystem leśny stanowią zwrotnikowe lasy zrzucające liście w porze suchej. Na obszarze Salwadoru rosną także gatunki typowe dla obszarów równikowych jak mahonie. Tereny górskie porastają sosny i dęby. Na wybrzeżu miejscami występuje roślinność bagienna i fragmenty roślinności namorzynowej.
Świata zwierząt ubogi na tle całego regionu Ameryki Środkowej, gdzie w Salwadorze żyje najmniej zwierząt. Do rzadkich gatunków należą jaguary i tapiry. Na wybrzeżu, w obrębie terenów podmokłych i ujść rzek bytują żółwie i aligatory. Wody przybrzeżne obfitują w różne gatunki ryb.
Przy granicy z Gwatemalą znajduje się Park Narodowy El Imposible oraz u zbiegu granic Hondurasu i Gwatemali — Park Narodowy La Fraternitad.